# Момот Анатолій Юрійович
Анатолій Юрійович Момот (нар. 12 квітня 1958, Диканька, Полтавська область, УРСР) — український футбольний тренер, помічник головного тренера полтавської «Ворскли».
Має вищу освіту, яку здобув у Тернопільському державному педагогічному інституті, закінчивши навчання у 1979 році.
Працював головним тренером Гребінківської ДЮСШ (з 1987 року), 1994-96 — «Локомотив» (Гребінка), 1996—2000 — «Факел» (Варва), 2000-02 — ФК «Пирятин», 2002—2004 — тренер «Ворскли-2», 2004—2005 — тренер дубля «Ворскли», з 1 липня 2005 року — помічник головного тренера полтавського клубу.

## Робота з основним складом «Ворскли»
У 2007 році короткий час керував «Ворсклою», доки на його місце не призначили Миколу Павлова.
5 липня 2013 року був тимчасово призначений головним тренером полтавського клубу. Це було вимушеним рішенням керівництва команди, тому що на той час Василь Сачко не мав діючого тренерського PRO-диплому UEFA, який давав право працювати головним тренером команди української Прем'єр — ліги.
19 березня 2015 року Василь Сачко закінчив навчання молодих тренерів за програмою «PRO»-диплом UEFA та отримав відповідний диплом, після чого Анатолій Момот став його помічником у «Ворсклі».